# Mythicomyiidae
Mythicomyiidae är en familj av tvåvingar. Mythicomyiidae ingår i ordningen tvåvingar, klassen egentliga insekter, fylumet leddjur och riket djur.
Familjen innehåller bara släktet Glabellula.

## Bildgalleri